# Papa no iukoto o kikinasai!
Papa no iukoto o kikinasai! (パパのいうことを聞きなさい!?) è una light novel giapponese scritta da Tomohiro Matsu e illustrata da Yuka Nakajima. Il primo volume è stato pubblicato da Shūeisha sotto l'etichetta Super Dash Bunko nel dicembre 2009; in data settembre 2011, sono stati pubblicati otto volumi. Un adattamento a manga, disegnato da Yōhei Takemura è stato pubblicato nel numero di settembre 2011 della rivista Jump Square. Un adattamento a serie televisiva anime della Feel è andato in onda in Giappone da gennaio a marzo 2012.

## Trama
La storia tratta della vita quotidiana di uno studente del primo anno alla facoltà di lettere dell'università Tama. Cresciuto dalla sorella maggiore, abbandona la casa di famiglia per vivere da solo quando la sorella decide di sposarsi con uomo già padre di due figlie, avute da mogli precedenti, allo scopo di allungare le distanze dalla nuova famiglia. Circa tre anni dopo, i due coniugi scompaiono in un incidente aereo e la vita dello studente viene stravolta dalla sua decisione di prendersi cura delle ragazze, rimaste orfane.

## Personaggi

### Personaggi principali
Yūta Segawa (瀬川 祐太?, Segawa Yūta)
Yūta è il protagonista, uno studente universitario del primo anno all'inizio di una nuova vita alla facoltà di lettere all'università Tama. Anche se era contrario al matrimonio della sorella con un uomo con due figlie a carico, alla scomparsa dei due decide di occuparsi delle loro figlie. A dispetto dell'apparenza, è una persona piuttosto affidabile, tanto che anche la sorella più piccola, Hina, si affeziona a lui rapidamente.
Sora Takanashi (小鳥遊 空?, Takanashi Sora)
Sora è la quattordicenne sorella maggiore e frequenta la seconda media. Ha una personalità di tipo Tsundere e solitamente chiama Yūta "fratello maggiore" (Onii-chan). Hai dei buoni voti a scuola, ma non è certo portata per la cucina.
Miu Takanashi (小鳥遊 美羽?, Takanashi Miu)
Miu è la sorella mezzana di dieci anni e frequenta la quinta elementare. Ha i capelli biondi, che ha ereditato dalla madre di sangue Russo. Chiama Yūta "zio" (oji-san) e preferisce i maschi virili e più vecchi di lei.
Hina Takanashi (小鳥遊 ひな?, Takanashi Hina)
Hina è l'unica figlia di Yuri, e quindi l'unica delle tre cugine ad avere un legame di sangue diretto con Yūta. È molto amichevole e non teme gli sconosciuti. Chiama Yūta con la versione infantile di "zio" (Oji-tan).
Yuri Segawa (瀬川 祐理?, Segawa Yuri)
Yuri è la sorella maggiore di Yūta. Si sposa con un uomo più vecchio di lei, che ha già due figlie da precedenti matrimoni, ma scompare all'inizio della storia in un incidente aereo. Spiritosa, sprezzante e con un forte carattere, ha cresciuta Yūta da sola dopo la morte dei genitori.

### Circolo di ricerca e osservazione della strada
Raika Oda (織田 莱香?, Oda Raika)
Studentessa del secondo anno alla facoltà di lettere dell'università Tama, Raika è una bella e prosperosa ragazza, abile cuoca e unica ragazza del circolo. Solitamente silenziosa, non ama rivelare apertamente le proprie emozioni. Il suo punto debole sembrano essere però le cose carine: quando viene in contatto con una di esse, la sua personalità cambia completamente.
Kouichi Nimura (仁村 浩一?, Nimura Kouichi)
Dello stesso anno e facoltà di Yūta, nonché suo buon amico, è un belloccio e dongiovanni. Ha la strana abitudine di non passare molto tempo a casa propria, preferendo fermarsi spesso da Yūta, a causa della sua filosofia "La propria casa è il luogo dove tornare, quando hai una ragazza". Nimura non è comunque un peso sulle spalle di Yūta: gli è spesso di supporto, sa sbrigare le faccende domestiche e pure cucinare.
Shuntarou Sako (佐古 俊太郎?, Sako Shuntarō)
Studente del terzo anno alla facoltà di lettere, è il presidente del circolo. Apparentemente non deciso a laurearsi nel prossimo futuro, è un lolicon occhialuto e difende le sue tendenze con la frase "L'amore è giustizia, L'amore vince su tutto".

## Edizioni

### Light novel
1. 12-30-2009 ISBN 978-4-08-630526-6
2. 2-28-2010 ISBN 978-4-08-630533-4
3. 4-30-2010 ISBN 978-4-08-630547-1
4. 9-30-2010 ISBN 978-4-08-630569-3
5. 11-30-2011 ISBN 978-4-08-630582-2
6. 1-30-2011 ISBN 978-4-08-630588-4
7. 5-30-2011 ISBN 978-4-08-630611-9 Storie Brevi

### Manga
Papa no Iukoto o Kikinasai! è stato adattato a manga e disegnato da Yōhei Takemura. la pubblicazione è iniziata nel mese di settembre 2011 su Jump Square della Shūeisha.

### Anime
L'adattamento animato della light novel è stato annunciato nell'agosto 2011 ed è stato trasmesso a partire dall'11 gennaio fino al 27 marzo 2012.